# والت فاکنر
والت فاکنر (انگلیسی: Walt Faulkner؛ زادهٔ ۱۶ فوریهٔ ۱۹۱۸ در تل، تگزاس، درگذشتهٔ ۲۲ آوریل ۱۹۵۶ در والهو، کالیفرنیا) رانندهٔ مسابقات اتومبیل‌رانی اهل ایالات متحده آمریکا بود که از فصل ۱۹۵۰ تا ۱۹۵۵ در مجموع در شش گراند پری از مسابقات جهانی فرمول یک شرکت کرد.
او در طول دوران فعالیت خود در فرمول یک، ۱ بار مسابقه را از پول پوزیشن آغاز کرد و تنها ۱ امتیاز را به نام خود به‌ثبت رساند.
فاکنر در ۲۲ آوریل ۱۹۵۶ بر اثر تصادف رانندگی به‌هنگام مسابقه در والهو، کالیفرنیا درگذشت.